# Catedral de San Pablo Apóstol (Aversa)
La Catedral de San Pablo Apóstol o simplemente Catedral de Aversa (en italiano: Cattedrale di S. Paolo Apostolo) Es una catedral católica en la ciudad de Aversa en la provincia de Caserta, Campania, Italia.
Ha sido la sede del obispo de Aversa desde la fundación del obispado en 1053.
La catedral románica, dedicada a San Pablo, tiene un espectacular ambulatorio y una cúpula octogonal. La Madonna de Gonfalone de Francesco Solimena se mantiene aquí; El Martirio de San Sebastián por el pintor del Quattrocento Angiolillo Arcuccio, ahora en el seminario, estaba aquí anteriormente. La escultura prerrománica de San Jorge y el Dragón es una de las pocas esculturas autónomas supervivientes de su época. Una excelente colección de plata litúrgica barroca se mantiene atesorada en su interior.

## Véase también

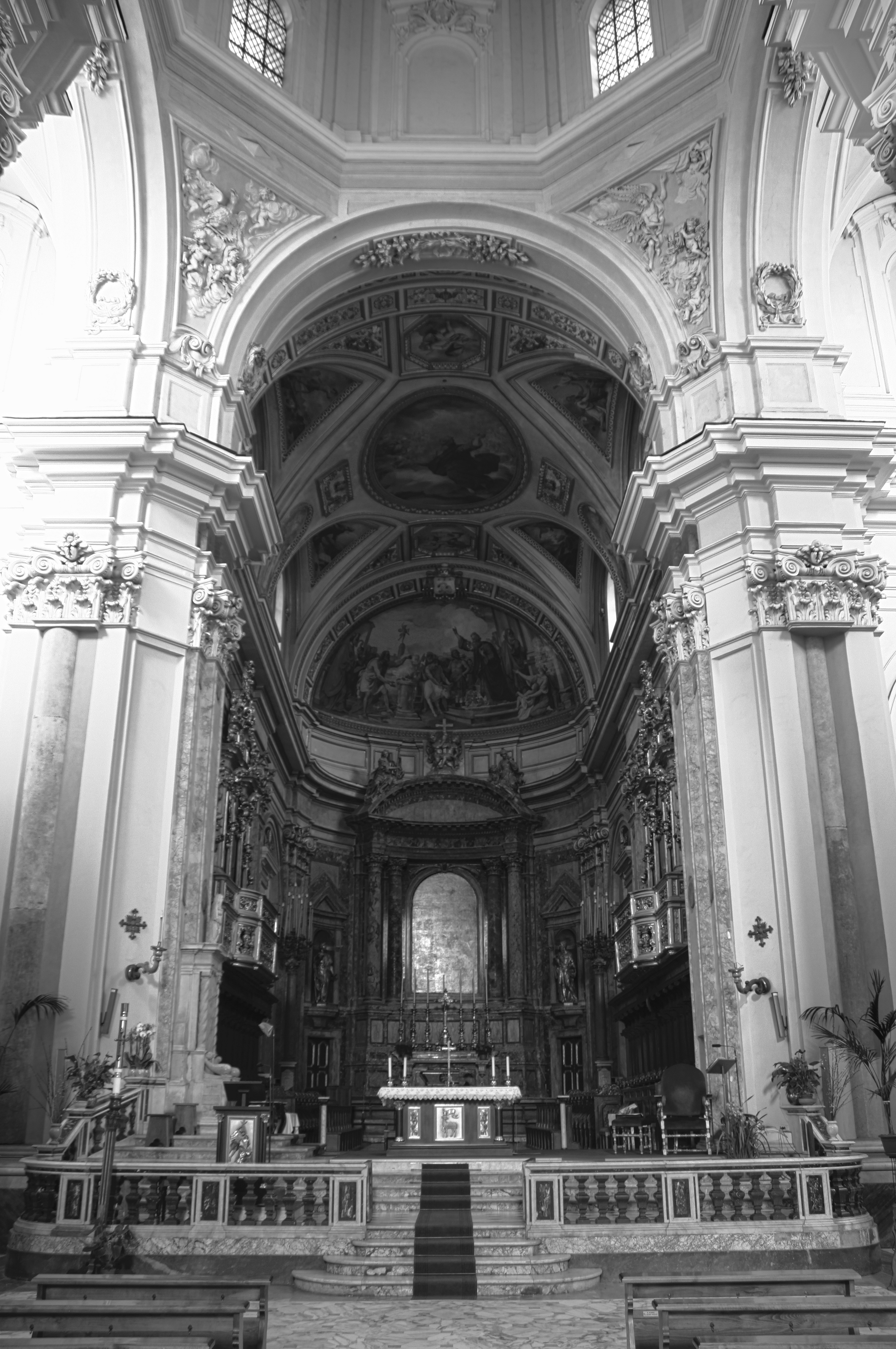
Vista interna